# 적색지대
《적색지대》는 KBS 2TV에서 1992년 11월 25일부터 1993년 2월 4일까지 방영된 KBS 2TV 수목 미니시리즈이다. 선과 악을 대변하는 현재의 이야기를 다룬다.
이 드라마는 공영방송에서 선정적이고 폭력적인 내용이 방송되는 것은 부절적하다는 지적을 받은 바 있다.

## 등장 인물

### 주요인물
- 이동준 : 나종수 역 - 나종수파 보스,백산그룹 제2대 회장
- 이아로 : 홍지연 역 - 나종수의 옛 연인, 김명근의 부인, 김회장의 친구의 딸
- 이동신 : 김명근 역 - 신기그룹 제2대 회장, 홍지연의 남편
- 유혜리 : 우연희 역 - 우일그룹 회장,사채시장의 거물,종합금융그룹 창업자

### 신기마을 보육원
- 이영후 : 베드로 신부 역
- 김을동 : 안젤라 수녀 역 - 신기마을보육원원장
- 이원종 : 윤씨 역 - 신기마을보육원 관리인

### 신기그룹
- 이신재 : 김 회장 역 - 김명근의 아버지, 신기그룹 창업회장
- 장미자 : 김 회장의 부 역 - 김명근의 어머니
- 이정 : 김요한 역 - 김명근의 양아들, 나종수와 홍지연의 아들
- 양영준 : 선상무 역 - 신기그룹 창업멤버
- 박해상 : 신기그룹임원 역

### 우일그룹
- 김경하: 안비서 역,우 회장의 비서,나중에 우일그룹 계열사 사장으로 발령됨

### 나종수파
- 김영일 : 송명주 (집행인) 역 - 나종수의 보육원선배,나종수파의 고문
- 임병기 : 손명길 (제비) 역 - 나종수의 보육원후배,나종수의 전략가
- 황민 : 우성주 (흑곰) 역 - 마왕파출신
- 정일모 : 마피아 역 - 송명주의 부하
- 유퉁 : 고릴라 역 - 마왕파출신
- 정동남 : 최광엽 (점백이) 역 - 마왕파출신
- 김동우 : 김광봉 (독사) 역 - 송명주의 부하
- 김시원 : 털보 역 - 태민파출신
- 정진화 : 남포 역 - 태민파출신
- 유병준 : 철판 역 - 태민파출신
- 신원균 : 한명주 (휘발유) 역 - 마왕파출신, 고릴라의 부하
- 김대환 : 조만구 (대포) 역 - 마왕파출신, 고릴라의 부하
- 권성영 : 이석호 (도라이버) 역 -송명규와 함께 나종수파에 합류
- 윤용덕 : 박경국 역 - 손명길의 후배
- 김일중 : 무명조직원1 역
- 정두홍 : 무명조직원2 역

### 백산그룹
- 김성겸 : 백산만 회장 역
- 권미혜 : 나미코 역 - 백산만 부인
- 이일웅 : 구전무 역
- 이현두 : 신사장 역
- 박경득 : 다케시다 역
- 홍륜의 : 다케시다의 부하 역

### 오태민파
- 임혁 : 오태민 역 - 오태민파의 보스
- 김갑수 : 대룡 역 - 오태민파의 지략가 역할
- 장항선 : 무쇠탈 역 - 나종수파로의 흡수를 거부하고 일본의 스미즈렌꼬파와 결탁함 * 김형일 : 떡대 역 - 나종수파와 전쟁 중 여관에서 피살당함
- 김종구 : 아구 역

### 마왕파
- 서상익 : 마왕 역 - 마왕파보스
- 유종근 : 작두 역 - 마왕의 부하 겸 중간보스
- 백찬기 : 쌍칼 역 - 마왕의 부하 겸 중간보스
- 박건식 : 왕파 역 - 마왕의 부하 겸 중간보스
- 김창봉 : 옐로우박 역 - 종수파의 토벌 중 흑곰에 의해 아킬레스건이 잘림
- 미상 : 마팍 역 - 마왕파의 서열 2위급 전략가
- 김하균 : 무명조직원 역

### 히노마루파
- 안대용 : 히노마루 역
- 함석훈 : 다케시 역
- 조성현 : 히노마루의 수하 역 - 킬러, 나 회장 암살 미수범 겸 우 회장 암살범

### 검찰경찰
- 김병기 : 이상민 계장 역
- 백인철 : 최형사 역
- 김윤형 : 조형사 역
- 이운우 : 김검사 역
- 안형식 : 부산경찰서 윤계장 역
- 최동균 : 부산경찰서형사 역
- 박남현 : 경찰 역

### 그외인물
- 김경하 : 안비서 역 - 우여사의 비서
- 박영목 : 김의원 역 - 여당
- 김봉근 : 송창근 장관 역 - 여당4선중진
- 신동훈 : 박국장 역 - 한국 정보기관의 간부
- 최명수 : 고노 역 - 일본 여당정치인
- 유병한 : 민씨 역 - 한성상사사장
- 박칠용 : 지연의 주치의 역
- 양형호 : 체육관장 역
- 최창호 : 국회의장 역
- 이한승 : 야당의원 역
- 이두섭 : 야당의원 역
- 최선자 : 우여사의 지인1 역
- 장정희 : 우여사의 지인2 역
- 이진숙 : 미세스 박 역- 의상실사장
- 반문섭 : 무쇠탈밀항을 도와주는 부산어부 역
- 임선택 : 국방부법무담당심의관 역
- 이정웅 : 소총재 역 - 은행총재
- 이경실 : 여관주인 역 - 나종수와 지연의 신기마을선배
- 권혁호 : 의사 역
- 이기철 : 기자 역
- 한정국 : 백산민진료의사 역
- 김동완
- 박정웅
- 유순철
- 김상훈
- 양길영
- 박영철
- 채관석
- 김정옥
- 황춘수
- 이광수

## 제작진
- 책임프로듀서 : 김충길
- 원작/극본 : 이환경
- 연출 : 이영국
- 기술감독 : 이상성
- 영상 : 장석현
- 녹화 : 조규동
- 음향 : 허동훈/이범수/김영호
- 조명 : 김정우/박근문/문정호/전영호/허현
- 카메라 : 한건용/한홍근/윤익종/조성준
- 촬영 : 우성주/김광봉/심정보
- 야외조명 : 최광영/한명주/조만구/이두용/김약수
- 편집 : 민병호
- VTR편집 : 박애란
- 녹음 : 이상봉/김영관
- 작,편곡 : 임택수/조한식
- 음악 : 임효택
- 음향효과 : 최광호
- 무대디자인 : 노봉영
- 장치 : 오금석
- 작화 ; 윤인원
- 그래픽디자인 : 이일구/김지연
- 분장 : 심성보/김소희
- 미용 : 이경임/하인옥
- 의상 : 한민아/홍기일
- 소품 : 이석호
- 동시녹음 : 미디어아트
- 미술제작 : KBS아트비전
- 촬영협조 :이천 미란다호텔/장호원 강곡매괴성당 영동늘봄공원 외
- 의상협조 : 베오그라드(이한숙)/제일모직 하티스트 외
- 자료협조 : 윤익(부산지방경찰청)
- 무술지원 : 한국 무술 연기자협회
- 기록 : 정란
- 진행 : 김정환
- 조연출 : 노윤갑